# Leonardo Fernández López
Leonardo Cecilio Fernández López (Montevideo, Uruguay; 8 de noviembre de 1998) es un futbolista uruguayo que se desempeña como mediocentro ofensivo. Actualmente milita en el Club Atlético Peñarol de la Primera División de Uruguay.

## Trayectoria

### Inicios
Leonardo Cecilio Fernández se inició en el fútbol en el Club Social y Deportivo Nuevo Amanecer, de baby fútbol, en su ciudad natal. Gracias a un compañero que mantenía en este club es que llega al Centro Atlético Fénix. Su colega, que practicaba en Fénix, le había hablado sobre las cualidades de Leonardo, y tiempo después lo contactan para entrenar en las juveniles.

### C. A. Fénix
Quien lo hizo debutar profesionalmente fue el histórico entrenador albivioleta Rosario Martínez, el 31 de mayo de 2015. Partido el cual Fénix pierde 2-0 frente al Club Atlético Peñarol, por la decimocuarta fecha del Torneo Clausura.
En el año 2017 disputó 17 partidos convirtiendo 2 goles y 3 asistencias.  Termina de pisar fuerte en el 2018, donde fue figura de su club, disputando 34 partidos, convirtiendo 11 goles y 12 asistencias. Además durante todo el torneo fue pieza clave del equipo aportando para lograr triunfos importantísimos para un Fénix que se veía comprometido en la tabla del descenso. Tal fue su importancia en el equipo que el 21 de octubre en un partido contra Atenas en el que empatando Fénix se veía condenado al descenso, sobre el final del partido marcó un verdadero golazo a distancia que permitió al equipo seguir peleando por no descender. Finalmente lograrían salvarse del descenso venciendo por 2-1 al Montevideo City Torque en la última fecha. Tal fue su demostración de buen futbol, que durante el mencionado año logró capitanear en dos ocasiones al club,
versus Liverpool el 31 de mayo, y Nacional el 5 de agosto. Tales partidos resultaron en derrota para el equipo de Capurro. Su gran desempeño continuó en el año 2019 donde ya era titular indiscutido en el equipo y se consagró goleador del Torneo Apertura con 12 goles, además de 4 asistencias finalizando su equipo en el segundo puesto.

### Tigres de la UANL
El 24 de junio de 2019, se integró a los trabajos de pretemporada con los Tigres de la UANL en Cancún, México.

### Universidad de Chile
Militó en la Universidad de Chile donde fue cedido a mitad de temporada, jugando sólo nueve partidos debido a la suspensión del torneo (por la crítica situación sociopolítica del país tras el estallido social de octubre de 2019) y convirtió 1 gol. Pese a su poco tiempo en el club, recibió muy buenas críticas por parte de la prensa y la afición, destacando su buen juego y remate de media distancia.

### Toluca F. C.
El 12 de diciembre de 2019 se oficializa la llegada de Leonardo Fernández al conjunto mexiquense. En el equipo de Toluca impresiono por su gran desempeño marcando 8 goles y 3 asistencias en 14 encuentros disputados, ganando el jugador del mes de la liga en 1 ocasión en el mes de febrero No pudo completar el préstamo de 6 meses debido a la cancelación del Clausura 2020 pero dejó buena sensaciones en la hinchada escarlata, y posterior cariño al charrúa.

### Tigres de la UANL
En junio del 2020 regresa a Tigres tras su préstamo a Toluca. El 26 de septiembre marca su primer gol con la camiseta de Tigres frente a Monterrey en el clásico Regiomontano.

### Toluca F. C. (Segunda etapa)
El 18 de diciembre de 2021 se anuncia el regreso de Leonardo Fernández con el título de: Regresa el hijo pródigo. con un video donde de fondo se escucha al mismo 'Leo' cantando «Ya estuve aquí»  de Abel Pintos haciendo referencia a la faceta de cantante que se popularizó del jugador en los últimos tiempos y también a la etapa pasada del jugador en club. El anuncio generó mucho entusiasmo en la hinchada escarlata, debido a que, desde que se marchó al finalizar su corto préstamo, la afición lo extrañaba, ya que tuvo un desempeño casi excelente en los 10 partidos de liga que disputó en su primera etapa. 
El 19 de diciembre de 2021 'Leo' fue presentado en el Estadio Nemesio Díez con público. Fiel a la reciente fama de su lado 'cantautor', salió por el pasadillo rumbo la cancha cantando «Motivos» también de Abel Pintos mientras tocaba la guitarra.
Estoy muy ilusionado igual que todo ustedes. No me salen muchas palabras ahora, solo que agradecer todo esto, que para mí no es normal.  
Fueron unas de la palabras de 'Leo' en la presentación, mientras se veía sonriente.

### Fluminense
En julio de 2023, llegó su traspaso al Fluminense de Brasil. A  nivel local jugó en 18 partidos, marcado un solo gol. A nivel internacional jugó 2 partidos aunque solo disputó pocos minutos de juego, donde consagraría campeón de la  Copa Libertadores 2025.

### Club Atlético Peñarol
En enero de 2024 Fernández llega en modalidad de préstamo al equipo uruguayo Peñarol en calidad de préstamo.  En este equipo se volvería un jugador clave para el juego del entrenador Diego Aguirre convirtiendo  un gran cantidad de goles y asistencias. Se consagraría  campeón de los torneos Cortos Apertura y Clausura logrando el Campeonato Uruguayo, siendo el goleador de dicha edición. Además a nivel internacional lograría alcanzar a semifinales de la Copa Libertadores 2024. En enero de 2025 una vez culminado el préstamo con el Toluca, Peñarol compra la ficha del jugador valuada en u$s 7.000.000, siendo la compra más cara en la historia del futbol uruguayo.

## Selección
Leo Fernández ha sido internacional con la Selección de Uruguay en categorías inferiores como la sub-17, sub-20 y sub-23. En esta última categoría jugó en 5 ocasiones, convirtiendo 4 goles.

### Participaciones en Juegos Panamericanos
| Copa América              | Sede | Resultado | Partidos | Goles |
| ------------------------- | ---- | --------- | -------- | ----- |
| Juegos Panamericanos 2019 | Perú | 4° puesto | 5        | 4     |

## Estadísticas

### Clubes
Actualizado hasta su último partido disputado el 1 de agosto de 2025.
| Club                            | Div.          | Temporada     | Liga  | Liga  | Liga   | Copas nacionales | Copas nacionales | Copas nacionales | Torneos internacionales | Torneos internacionales | Torneos internacionales | Total | Total | Total  |
| Club                            | Div.          | Temporada     | Part. | Goles | Asist. | Part.            | Goles            | Asist.           | Part.                   | Goles                   | Asist.                  | Part. | Goles | Asist. |
| ------------------------------- | ------------- | ------------- | ----- | ----- | ------ | ---------------- | ---------------- | ---------------- | ----------------------- | ----------------------- | ----------------------- | ----- | ----- | ------ |
| C. A. Fénix · Uruguay           | 1.ª           | 2014-15       | 1     | 0     | 0      | —                | —                | —                | —                       | —                       | —                       | 1     | 0     | 0      |
| C. A. Fénix · Uruguay           | 1.ª           | 2015-16       | 12    | 0     | 0      | —                | —                | —                | —                       | —                       | —                       | 12    | 0     | 0      |
| C. A. Fénix · Uruguay           | 1.ª           | 2016          | 8     | 0     | 0      | —                | —                | —                | 1                       | 0                       | 0                       | 9     | 0     | 0      |
| C. A. Fénix · Uruguay           | 1.ª           | 2017          | 20    | 2     | 3      | —                | —                | —                | —                       | —                       | —                       | 20    | 2     | 3      |
| C. A. Fénix · Uruguay           | 1.ª           | 2018          | 34    | 11    | 12     | —                | —                | —                | —                       | —                       | —                       | 34    | 11    | 12     |
| C. A. Fénix · Uruguay           | 1.ª           | 2019          | 15    | 12    | 4      | —                | —                | —                | —                       | —                       | —                       | 15    | 12    | 4      |
| C. A. Fénix · Uruguay           | Total club    | Total club    | 90    | 25    | 19     | 0                | 0                | 0                | 1                       | 0                       | 0                       | 91    | 25    | 19     |
| Universidad de Chile · Chile    | 1.ª           | 2019          | 7     | 1     | 2      | 2                | 0                | 1                | —                       | —                       | —                       | 9     | 1     | 3      |
| Universidad de Chile · Chile    | Total club    | Total club    | 7     | 1     | 2      | 2                | 0                | 1                | 0                       | 0                       | 0                       | 9     | 1     | 3      |
| Deportivo Toluca F. C. · México | 1.ª           | C-2020        | 10    | 8     | 2      | 4                | 0                | 0                | —                       | —                       | —                       | 14    | 8     | 2      |
| Deportivo Toluca F. C. · México | 1.ª           | C-2022        | 15    | 7     | 3      | —                | —                | —                | —                       | —                       | —                       | 15    | 7     | 3      |
| Deportivo Toluca F. C. · México | 1.ª           | 2022-23       | 39    | 10    | 12     | —                | —                | —                | —                       | —                       | —                       | 39    | 10    | 12     |
| Deportivo Toluca F. C. · México | Total club    | Total club    | 64    | 25    | 17     | 4                | 0                | 0                | 0                       | 0                       | 0                       | 68    | 25    | 17     |
| Tigres de la UANL · México      | 1.ª           | 2020-21       | 22    | 1     | 4      | —                | —                | —                | 3                       | 1                       | 0                       | 25    | 2     | 4      |
| Tigres de la UANL · México      | 1.ª           | A-2021        | 12    | 0     | 4      | —                | —                | —                | —                       | —                       | —                       | 12    | 0     | 4      |
| Tigres de la UANL · México      | Total club    | Total club    | 34    | 1     | 8      | 0                | 0                | 0                | 3                       | 1                       | 0                       | 37    | 2     | 8      |
| Fluminense F. C. · Brasil       | 1.ª           | 2023          | 18    | 1     | 0      | —                | —                | —                | 2                       | 0                       | 1                       | 20    | 1     | 1      |
| Fluminense F. C. · Brasil       | Total club    | Total club    | 18    | 1     | 0      | 0                | 0                | 0                | 2                       | 0                       | 1                       | 20    | 1     | 1      |
| C. A. Peñarol · Uruguay         | 1.ª           | 2024          | 33    | 16    | 11     | 2                | 3                | 0                | 12                      | 3                       | 6                       | 47    | 22    | 17     |
| C. A. Peñarol · Uruguay         | 1.ª           | 2025          | 23    | 7     | 4      | 1                | 0                | 0                | 6                       | 2                       | 4                       | 30    | 9     | 8      |
| C. A. Peñarol · Uruguay         | Total club    | Total club    | 56    | 23    | 15     | 3                | 3                | 0                | 18                      | 5                       | 10                      | 77    | 31    | 25     |
| Total carrera                   | Total carrera | Total carrera | 269   | 76    | 61     | 9                | 3                | 1                | 24                      | 6                       | 11                      | 302   | 85    | 73     |
| 1. 2.                           |               |               |       |       |        |                  |                  |                  |                         |                         |                         |       |       |        |

### Selección nacional
| Selección         | Temporada         | Continental | Continental | Continental | Mundial | Mundial | Mundial | Amistosos | Amistosos | Amistosos | Total | Total | Total  |
| Selección         | Temporada         | Part.       | Goles       | Asist.      | Part.   | Goles   | Asist.  | Part.     | Goles     | Asist.    | Part. | Goles | Asist. |
| ----------------- | ----------------- | ----------- | ----------- | ----------- | ------- | ------- | ------- | --------- | --------- | --------- | ----- | ----- | ------ |
| Sub-15 · Uruguay  | 2012              | 15          | 2           | 0           | -       | -       | -       | -         | -         | -         | 15    | 2     | 0      |
| Sub-15 · Uruguay  | Total sel.        | 15          | 2           | 0           | 0       | 0       | 0       | 0         | 0         | 0         | 15    | 2     | 0      |
| Sub-17 · Uruguay  | 2014              | 14          | 4           | 0           | -       | -       | -       | -         | -         | -         | 14    | 4     | 0      |
| Sub-17 · Uruguay  | Total sel.        | 14          | 4           | 0           | 0       | 0       | 0       | 0         | 0         | 0         | 14    | 4     | 0      |
| Sub-20 · Uruguay  | 2017              | 1           | 0           | 0           | -       | -       | -       | -         | -         | -         | 1     | 0     | 0      |
| Sub-20 · Uruguay  | Total sel.        | 1           | 0           | 0           | 0       | 0       | 0       | 0         | 0         | 0         | 1     | 0     | 0      |
| Sub-23 · Uruguay  | 2019              | -           | -           | -           | 5       | 4       | 0       | -         | -         | -         | 5     | 4     | 0      |
| Sub-23 · Uruguay  | Total sel.        | 0           | 0           | 0           | 5       | 4       | 0       | 0         | 0         | 0         | 5     | 4     | 0      |
| Total selecciones | Total selecciones | 30          | 6           | 0           | 5       | 4       | 0       | 0         | 0         | 0         | 35    | 10    | 0      |
| 1.                |                   |             |             |             |         |         |         |           |           |           |       |       |        |

### Goles de tiro libre
La especialidad de Leo Fernández son los libres directos, habiendo convertido varios goles de pelota quieta a lo largo de su carrera.
| 1  | 3 de febrero de 2018    | Fénix 3–1 Rampla Juniors         | 67'   | Torneo Apertura 2018          | [ 10 ] |
| 2  | 4 de marzo de 2018      | Fénix 2–3 Defensor Sporting      | 4'    | Torneo Apertura 2018          | [ 11 ] |
| 3  | 28 de marzo de 2018     | Fénix 2–1 Liverpool              | 65'   | Torneo Apertura 2018          | [ 12 ] |
| 4  | 4 de marzo de 2019      | Fénix 2–0 Montevideo Wanderers   | 58'   | Torneo Apertura 2019          | [ 13 ] |
| 5  | 23 de marzo de 2019     | Fénix 5–1 Danubio                | 7'    | Torneo Apertura 2019          | [ 14 ] |
| 6  | 7 de abril de 2022      | Deportivo Toluca 2–2 Monterrey   | 30'   | Torneo Clausura 2022          | [ 15 ] |
| 7  | 3 de julio de 2022      | Deportivo Toluca 3–1 Necaxa      | 3'    | Torneo Apertura 2022          | [ 16 ] |
| 8  | 12 de mayo de 2023      | Deportivo Toluca 1–4 Tigres      | 7'    | Liguilla Torneo Clausura 2023 | [ 17 ] |
| 9  | 21 de setiembre de 2023 | Fluminense 1–0 Cruzeiro          | 67'   | Brasileirão 2023              | [ 18 ] |
| 10 | 18 de febrero de 2024   | Peñarol 2–1 Cerro Largo          | 68'   | Torneo Apertura 2024          | [ 19 ] |
| 11 | 9 de marzo de 2024      | Peñarol 3–0 Cerro                | 80'   | Torneo Apertura 2024          | [ 20 ] |
| 12 | 22 de junio de 2024     | Peñarol 2–0 Progreso             | 90+1' | Torneo Intermedio 2024        | [ 21 ] |
| 13 | 4 de agosto de 2024     | Peñarol 1–1 Nacional             | 34'   | Torneo Intermedio 2024        | [ 22 ] |
| 14 | 16 de octubre de 2024   | Peñarol 1–0 Danubio              | 90'   | Torneo Clausura 2024          | [ 23 ] |
| 15 | 9 de noviembre de 2024  | Peñarol 2–0 Liverpool            | 40'   | Torneo Clausura 2024          | [ 24 ] |
| 16 | 14 de noviembre de 2024 | Peñarol 2–0 Montevideo Wanderers | 18'   | Torneo Clausura 2024          | [ 25 ] |
| 17 | 1 de diciembre de 2024  | Peñarol 3–1 Fénix                | 51'   | Torneo Clausura 2024          | [ 26 ] |

## Palmarés

### Títulos nacionales
| Título              | Club          | País    | Año  |
| ------------------- | ------------- | ------- | ---- |
| Torneo Apertura     | C. A. Peñarol | Uruguay | 2024 |
| Torneo Clausura     | C. A. Peñarol | Uruguay | 2024 |
| Campeonato Uruguayo | C. A. Peñarol | Uruguay | 2024 |
| Torneo Intermedio   | C. A. Peñarol | Uruguay | 2025 |

### Títulos internacionales
| Título                           | Club              | Sede     | Año  |
| -------------------------------- | ----------------- | -------- | ---- |
| Liga de Campeones de la Concacaf | Tigres de la UANL | Orlando  | 2020 |
| Copa Libertadores de América     | Fluminense F. C.  | Maracaná | 2023 |

### Distinciones individuales
| Distinción                                                | Año  |
| --------------------------------------------------------- | ---- |
| Joven talento del mes de febrero (Premio AUF).            | 2018 |
| Joven talento del mes de julio (Premio AUF).              | 2018 |
| Mejor talento sub-21 del año (Premio AUF).                | 2018 |
| Parte del Equipo ideal del año (Premio AUF).              | 2018 |
| Máximo goleador del Torneo Apertura (12 goles)            | 2019 |
| Jugador del Mes de Febrero-Marzo (Premio AUF).            | 2024 |
| Gol del Mes de Junio (Premio AUF).                        | 2024 |
| Parte del Equipo Ideal de la Fecha 6 (Copa Libertadores). | 2024 |
| Máximo goleador del Campeonato Uruguayo (16 goles)        | 2024 |
| Jugador del Mes de Noviembre-Diciembre (Premio AUF).      | 2024 |
| Gol del Mes de Noviembre-Diciembre (Premio AUF).          | 2024 |
| Miembro del Equipo Ideal de América                       | 2024 |